# MOBO Awards
Os Music Of Black Origin Awards (MOBO), estabelecidos em 1995 por Kanya King e Andy Ruffell, são realizados anualmente no Reino Unido para reconhecer artistas de qualquer nacionalidade que apresentam música negra.
Pela primeira vez em sua história, a premiação de 2009 foi realizada na cidade de Glasgow, na Escócia. A cerimônia acontecia em Londres desde o seu lançamento em 1995.

## Geral
Os apoiadores da cerimônia acreditam que ela reconhece uma larga área da música e dá oportunidade a todos os artistas que trabalham com a música de origem negra. No entanto, algumas pessoas argumentam que o estilo da música não pode estar ligado à cor da pele, e relembram que isso promove diferenças raciais desnecessárias, que não existem em outros gêneros musicais.

## Premiações

### 2009
O evento deste ano aconteceu na Scottish Exhibition and Conference Centre, em Glasgow, na Escócia. Esta é a primeira vez que a premiação não é realizada em Londres. A premiação foi em uma quarta-feira, 30 de setembro de 2009.

### 2007
A premiação de 2007 foi exibida ao vivo pela BBC Three da O2 Arena em Greenwich, Londres, e as hosts foram Shaggy e Jamelia. Shaggy abriu a noite com um medley de hits, incluindo It Wasn't Me, Mr Bombastic e Angel. A cerimônia contou com várias outras apresentações. T-Pain apresentou-se no palco ao lado de Yung Joc, enquanto Craig David e Kano também participaram no palco. outros artistas, como Ne-Yo, Mutya Buena e Robin Thicke também cantaram na O2 Arena. Amy Winehouse realizou duas canções e ganhou o prêmio de Best UK Female.

### 2006
Em 2006 os hosts foram Coolio e Gina Yashere. Nesse ano, pela primeira vez as categorias World Music e Jazz foram suspendidas, com esta última voltando no ano seguinte. Beyoncé Knowles foi vaiada por não aparecer no evento, apesar de ter ganhado três prêmios. Corinne Bailey Rae ganhou o prêmio de Best UK Newcomer. O rapper britânico Akala venceu na categoria Best Hip Hop Act, vencendo artistas como Kanye West, 50 Cent e The Game.

### 2004
A nona cerimônia anual do MOBO Awards aconteceu em 30 de setembro de 2004, no Royal Albert Hall, em Londres, e foi transmitido pela BBC. Lisa Maffia ganhou o prêmio na categoria UK Garage Act, vencendo Dizzee Rascal e The Streets. A controvérsia envolveu a remoção dos artistas Vybz Kartel e Elephant Man da categoria 'Best Reggae Act' por homofobia e incitamento ao assassinato.